# Idaea aridata
Idaea aridata là một loài bướm đêm trong họ Geometridae.